# Inundaciones del golfo Pérsico de 2024
En abril de 2024,  fuertes lluvias azotaron algunos estados del golfo Pérsico y provocaron inundaciones repentinas en toda la región. Varios estados registraron en un día casi un año de lluvia. Las inundaciones tuvieron un impacto significativo en toda la región, siendo Omán y los Emiratos Árabes Unidos particularmente afectados, matando al menos a 32 personas, 19 de las cuales estaban en Omán. El sureste de Irán, Yemen, así como los estados del Golfo de Baréin, Catar y la provincia oriental de Arabia Saudita también experimentaron fuertes lluvias y posteriores inundaciones.

## Impacto

### Omán
En Omán, al menos 19 personas murieron a causa de las inundaciones. Entre ellos se encontraban 10 escolares y su conductor, cuyo vehículo fue arrastrado por las aguas de la inundación en Samad al-Shan el 14 de abril. Los rescatistas encontraron el cuerpo de una niña en Saham. La región más afectada fue la gobernación de Ash Sharqiyah Norte, donde se informaron inundaciones generalizadas. Algunos vuelos fueron cancelados o retrasados desde el Aeropuerto Internacional de Mascate. La Policía Real de Omán llevó a cabo 152 operaciones y rescató a 1.630 personas varadas tras las inundaciones en todo el país.

### Emiratos Árabes Unidos

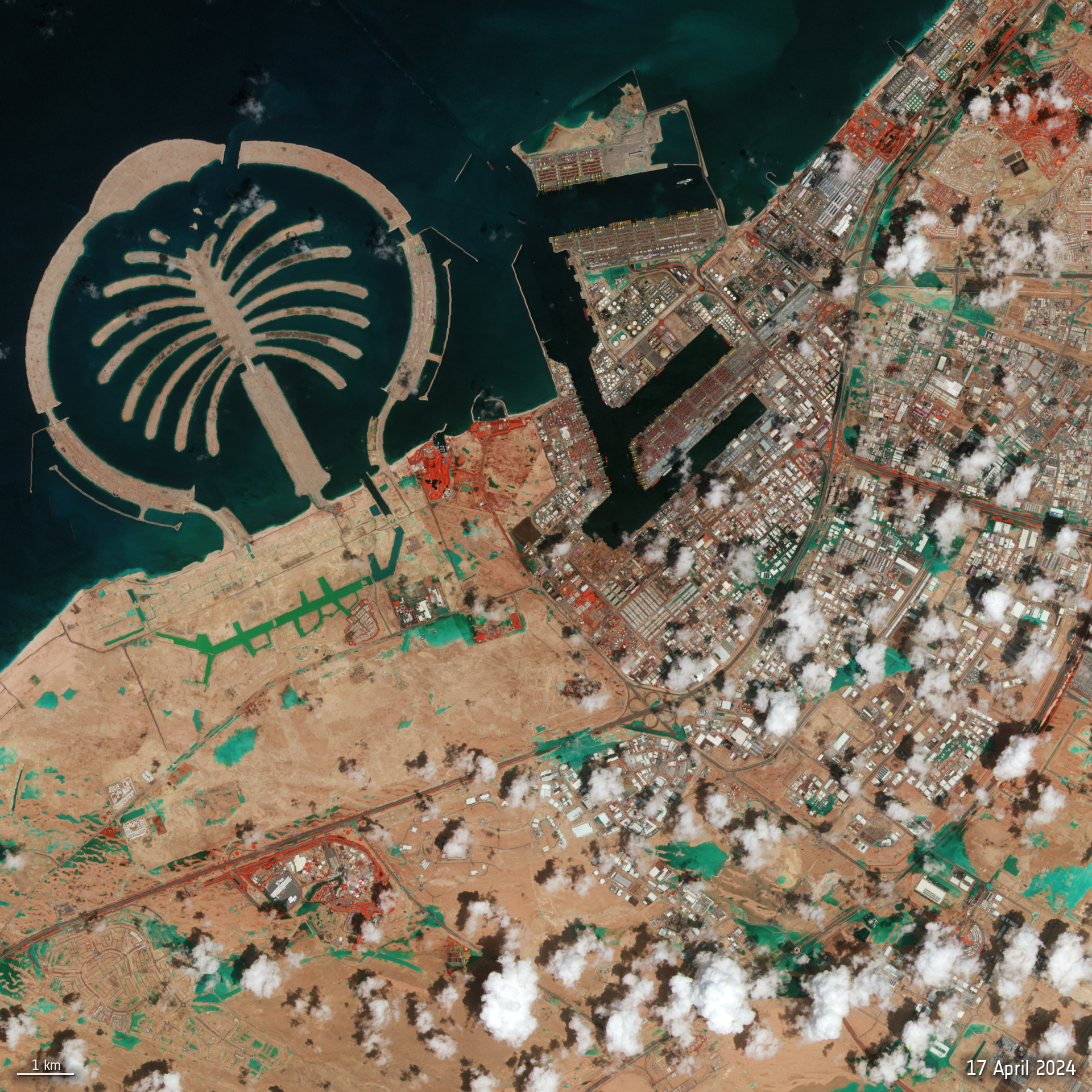
Imagen satelital compuesta en falso color de las inundaciones en Dubái, las áreas anegadas están resaltadas en color turquesa.

Los Emiratos Árabes Unidos presenciaron precipitaciones récord en un período de 24 horas, superando los datos meteorológicos emiratíes desde que comenzaron los registros en 1949. Según el Centro Nacional de Meteorología, las mayores precipitaciones se registraron en la zona de Khatm Al Shakla en Al Ain, alcanzando 254,8 mm (10,0 plg) en menos de 24 horas. Se informaron inundaciones generalizadas en los siete emiratos. Antes de la inundación, se estimaban precipitaciones de 40 mm (1,6 plg), hasta 100 mm (3,9 plg) se estimó en algunas partes de los Emiratos Árabes Unidos.
Un ciudadano de los Emiratos Árabes Unidos, un hombre de 70 años, murió después de que su automóvil fuera arrastrado por las inundaciones en un wadi en Ras Al Khaimah. Tres trabajadores filipinos en el extranjero también murieron, dos después de quedar atrapados dentro de un vehículo atrapado en las inundaciones y el tercero en un accidente vehicular causado por las inundaciones. Se informaron deslizamientos de tierra en Ras Al Khaimah y Al Ain. Se advirtió a los residentes que se quedaran en casa y evitaran conducir a menos que fuera absolutamente necesario. Los cortes de Internet y de energía fueron generalizados debido a que los residentes se quedaron sin agua. En todo el país, las escuelas y el sector privado recibieron instrucciones de trabajar el resto de la semana (excepto el lunes) de forma remota desde casa.
Los servicios del Metro de Dubái se vieron gravemente afectados. Los servicios se paralizaron, dejando a unos 200 viajeros varados en varias estaciones. Se suspendió el servicio de autobuses interurbanos en las rutas Dubái -Abu Dabi, Dubái- Sharjah y Dubái- Ajman. Un total de 1.244 vuelos en el Aeropuerto Internacional de Dubái fueron cancelados durante un período de dos días y 41 desviados. Todos los vuelos de Flydubai previstos para el 16 de abril desde Dubái fueron cancelados. En el aeropuerto de Dubái, un total de 6,45 plg (163,8 mm) de lluvia cayeron.

### Baréin

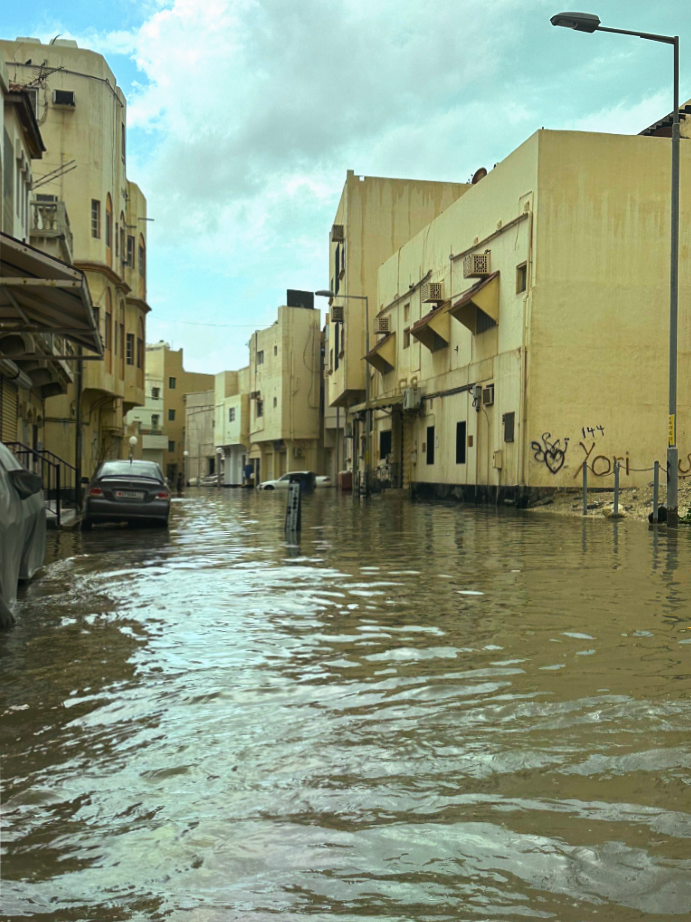
Calle inundada en Muharraq, Baréin

Los días 15 y 16 de abril se produjeron fuertes lluvias y tormentas eléctricas que provocaron inundaciones generalizadas y provocaron el abandono de coches en las carreteras. Según la dirección meteorológica de Baréin, una media de 67,6 mm (2,7 plg) de lluvia se reportaron durante 48 horas, la segunda precipitación más alta registrada en la historia de Baréin. El ministerio del Interior de Baréin emitió una advertencia de seguridad pública para que los residentes se quedaran en casa. El Ministerio de Educación anunció el cierre de escuelas e instituciones de educación superior como consecuencia de las inundaciones.  El 17 de abril, el primer ministro Salman bin Hamad Al Khalifa anunció planes para evaluar e indemnizar a los residentes por los daños a sus hogares relacionados con las lluvias. En el período previo a las fuertes lluvias, se creó un grupo de trabajo conjunto de emergencia a nivel nacional entre el Ministerio de Obras Públicas y los cuatro concejos municipales de Baréin para coordinar los esfuerzos de alivio de las inundaciones, incluida la eliminación del agua de lluvia de las calles inundadas y su bombeo al lago Al-Luzi. Se estimaron rachas de viento de 70 km/h. El techo de un supermercado en la ciudad de Sitra se derrumbó debido a la lluvia.

### Catar
Las fuertes lluvias y los fuertes vientos se limitaron en gran medida a las zonas septentrionales del país, centradas en torno a las ciudades de Madinat ash Shamal y Ar-Ru'ays. En Doha se registraron aguaceros dispersos. Las escuelas y los edificios públicos estuvieron cerrados debido al clima y los servicios se realizaron en línea durante el día.

### Irán
También se registraron fuertes lluvias e inundaciones repentinas en el sureste de Irán. Las provincias de Sistán-Baluchistán, Hormozgán y Kermán fueron las más afectadas, con 8 personas fallecidas en Sistán-Baluchistán y tres personas desaparecidas en la provincia de Kerman.

### Arabia Saudita
Se registraron fuertes lluvias en la Provincia Oriental. Las inundaciones generalizadas afectaron a la provincia, particularmente a la capital, Dammam, y provocaron el cierre de túneles de carretera y de escuelas.

### Kuwait
La agencia meteorológica de Kuwait advirtió sobre fuertes lluvias y posibles tormentas el 16 de abril.

### Yemen
El 17 de abril se produjeron lluvias torrenciales e inundaciones repentinas en la Gobernación de Hadramaut, en Yemen, y se informó de una muerte y daños generalizados a la propiedad. Las fuertes lluvias caídas en las montañas cercanas al puerto de Mukalla plantearon la posibilidad de deslizamientos de tierra.